# Кочериново
Кочери́ново (болг. Кочериново) — місто в Кюстендильській області Болгарії. Адміністративний центр общини Кочериново.

## Населення
За даними перепису населення 2011 року у місті проживали 2362 особи.
Національний склад населення міста:
| Національність   | Кількість осіб | Відсоток |
| ---------------- | -------------- | -------- |
| болгари          | 2229           | 96,1%    |
| цигани           | 82             | 3,5%     |
| інша             | 4              | 0,2%     |
| Всього відповіли | 2320           |          |

Розподіл населення за віком у 2011 році:
Динаміка населення: